# 곤수로
곤수로(Gonsu-ro)는 경상남도 사천시 곤명면 정곡교차로에서 산청군 단성면을 잇는 경상남도의 도로이다.

## 주요 경유지
경상남도
- 사천시 (곤명면) - 산청군 (단성면)

## 노선
| 이름        | 접속 노선                         | 소재지 | 소재지                     | 비고 |
| ----------- | --------------------------------- | ------ | -------------------------- | ---- |
| 정곡 교차로 | 국도 제2호선 (경서대로)           | 사천시 | 곤명면                     |      |
| 덕천교      |                                   | 사천시 | 곤명면                     |      |
|             | 진주시                            | 수곡면 |                            |      |
| 수곡교      | 진주시                            | 수곡면 |                            |      |
| 원내삼거리  | 진주시                            | 수곡면 | 원당길                     |      |
| (이름없음)  | 진주시                            | 수곡면 | 지방도 제1014호선 (옥수로) |      |
| 제마재      | 진주시                            | 수곡면 |                            |      |
| (이름없음)  | 지방도 제1049호선 (목화로) 호반로 | 산청군 | 단성면                     |      |

## 주요 건물 및 시설
- 곤명면보건지소 (곤수로 18/정곡리 860-8)
- 농협 진주수곡농협 원당지점 (곤수로 549/원내리 342-2)
- 수곡파출소 (곤수로 903/효자리 503-3)
- 농협 수곡농협주유소 (곤수로 922/효자리 493-1)
- 수곡면 행정복지센터 (곤수로 972/대천리 122-1)
- 진주수곡우체국 (곤수로 977/대천리 121-3)
- 수곡초등학교 (곤수로 1000/대천리 98-1)